# Кулетка (приток Васюгана)
Кулетка (южноселькупск. Куле́т кыге́)— река в России, протекает по Каргасокскому району Томской области. Устье реки находится в 11 км по левому берегу протоки Кинжар реки Васюган. Длина реки составляет 21 км.

## Данные водного реестра
По данным государственного водного реестра России относится к Верхнеобскому бассейновому округу, водохозяйственный участок реки — Васюган, речной подбассейн реки — Васюган. Речной бассейн реки — (Верхняя) Обь до впадения Иртыша.